# Хартсвил
 Тази статия е за града в Южна Каролина.  За града в Тенеси вижте Хартсвил (Тенеси).  
Хартсвил (на английски: Hartsville) е град в източната част на Съединените американски щати, най-големият в окръг Дарлингтън, щата Южна Каролина. Населението му е около 7 800 души (2016).
Разположен е на 66 метра надморска височина в Атлантическата низина, на 90 километра североизточно от Колумбия и на 130 километра северозападно от брега на Атлантическия океан. Селището възниква около 1760 година и носи името на Томас Харт, собственик на земите, върху които то се формира. В края на XIX век в градчето е основана компенията „Соноко“, която по-късно се превръща в един от големите производители на опаковки в световен мащаб и до днес е основен работодател в Хартсвил.

## Известни личности
Родени в Хартсвил
- Родерик Блекни (р. 1976), баскетболист